# Pleosporomycetidae
Pleosporomycetidae C.L. Schoch, Spatafora, Crous & Shoemaker – podklasa Dothideomycetes – grzybów z typu workowców (Ascomycota).

## Charakterystyka
Pleosporomycetidae to jedna z trzech do tej pory opisanych podklas Dothideomycetes. Grzyby mikroskopijne charakteryzujące się występowaniem nibywstawek (pseudoparafiz) między workami w strukturach wytwarzających zarodniki płciowe. Pseudoparafizy u Pleosporomycetidae rosną w dół od górnej części jamy do wewnątrz struktur płciowych. Początkowo przyczepione są na obu końcach, ale czasami górna część może stać się wolna. Pseudoparafizy występują także u niektórych gatunków zaliczanych do innych podklas Dothideomycetes, gdyż badania DNA wskazują na ich odrębność filogenetyczną. Badania te nie są jednak jednoznaczne, klasyfikacja taksonomiczna tej grupy grzybów nie jest jeszcze dokończona i być może, że w przyszłości wszystkie gatunki z pseudoparafizami znajdą się w jednej grupie.

## Systematyka
Według aktualizowanej klasyfikacji Index Fungorum bazującej na Dictionary of the Fungi do podklasy Pleosporomycetidae należą:
- rząd Hysteriales Lindau 1896
- rząd Mytilinidiales E. Boehm, C.L. Schoch & Spatafora 2009
- rząd Phaeotrichales Ariyawansa, J.K. Liu & K.D. Hyde 2013
- rząd Pleosporales Luttr. ex M.E. Barr 1987
- rząd Tubeufiales Boonmee & K.D. Hyde 2014
- rząd Venturiales Y. Zhang ter, C.L. Schoch & K.D. Hyde 2011
- rząd Zeloasperisporiales Hongsanan & K.D. Hyde 2015
- taksony Incertae sedis:
  - rodzina Paranectriellaceae Boonmee & K.D. Hyde 2013
  - rodzaje Incertae sedis

Nazwy naukowe według Index Fungorum.